# Eccardo I di Meißen
Eccardo I, ovvero Ekkehard, Ekkard o Eckhard, o secondo varianti latine contemporanee anche Ekkihardus, Eggihardus, Eggihartus, Heckihardus, Egihhartus o Ekgihardus (27 maggio 932 – Pöhlde, 30 aprile 1002), è stato margravio di Meißen dal 985 fino alla sua morte e margravio di Turingia.
Fu il primo margravio della dinastia degli Eccardingi che dominarono su Meißen fino al 1046.

## Biografia
Era di nobile famiglia, appartenente all'area geografica della Turingia orientale, ed era il figlio maggiore del margravio Günther di Merseburgo e venne nominato quale successore di Rikdag a Meißen nel 985. Egli venne successivamente eletto dai magnati della regione margravio di Turingia.
Eccardo era molto amico dell'Imperatore Ottone III, dal quale riuscì ad ottenere che molti dei suoi feudi venissero convertiti in proprietà allodiali. Le responsabilità militari di Eccardo come reggente della marca di Meißen consistevano essenzialmente nel contenimento dell'espansione dei ducati polacco e boemo. Dovette riportare il vescovo Thiadrico di Praga alla propria sede dopo la sua espulsione dalla città ad opera di Boleslao II di Boemia. Egli assediò castel Sant'Angelo e decapitò Crescenzio su ordine di Ottone III, avendo questo posto sul trono papa le l'antipapa Giovanni XVI; il suo corpo venne quindi legato ai piedi e mostrato al popolo.

### Il tentativo di ascesa al trono e la morte
Nel marzo del 1002, alla morte di Ottone III, i nobili del ducato di Sassonia si incontrarono a Frohse per eleggere un re che si opponesse ad Enrico IV di Baviera, che era il candidato favorito. Eccardo era all'epoca il più probabile dei candidati sassoni, ma i nobili gli erano contrari. Il consiglio dei nobili si riunì nuovamente a Werla e accettarono l'ascesa al trono di Enrico. Eccardo diede il suo assenso solo apparentemente: la sera vi fu un banchetto ed Eccardo occupò i posti di Sofia ed Adelaide, appartenenti alla dinastia regnante, mangiando assieme al duca Bernardo di Sassonia e il vescovo di Halberstadr Arnolfo. La provocazione non diede i frutti sperati i nobili continuarono ad appoggiare Enrico; egli quindi decise di andare verso occidente per trattare con l'altro rivale al trono, il duca di Svevia Ermanno II, oltre che con altri maggiorenti.
Partì il giorno dopo verso occidente accompagnato dal vescovo di Hildesheim Berenvardo, ove  «fu accolto come un re e trattato con molti onori». Andò quindi verso Paderborn ma vi trovò le porte chiuse; egli fu quindi lasciato entrare per ordine del vescovo della città Retario, ove venne trattato freddamente (il vescovo infatti appoggiava l'ascesa al trono di Enrico). Dopo aver pregato, il margravio venne accolto dal vescovo mentre stava cenando; qua fu informato che l'incontro a cui stava andando, a Duisburg, era stato annullato. Eccardo partì quindi per Northeim, una curtis del conte di Northeim Sigfrido II († dopo luglio-agosto 1024); qua venne caldamente ospitato e invitato a trascorrevi la notte, ma la moglie del conte Sigfrido II, Adelinda, disse al margravio che i due figli del marito, Sigfrido e Benno, unitamente a Enrico III di Stade e suo fratello Udo, figli di Lotario Udo I di Stade, assieme ad altri cospiratori, stavano cercando di ucciderlo; Adelinda chiese al margravio di fermarsi un ulteriore giorno a Northeim, o almeno cambiare percorso, ma egli rifiutò entrambe le proposte, desideroso di continuare il viaggio e sicuro di sé. Egli quindi partì il giorno seguente, seguito a distanza dai cospiratori, in attesa di avere l'opportunità per tendere un agguato.
Eccardo raggiunse quindi Pöhlde: dopo aver mangiato, andò in una camera con pochi uomini per dormire, mentre la maggior parte di loro dormiva in un loggiato vicino. In piena notte subirono un attacco da parte dei cospiratori. Eccardo e i suoi erano disarmati ed egli tentò di aumentare la luminosità del fuoco del camino; ruppe anche le finestre, ma da esse i nemici trovarono un'altra via per entrare. Caddero due fedeli del margravio, il cavaliere Ermanno e Adolfo; rimase ferito anche Erminoldo, camerario di Ottone III († 9 maggio 1002). Rimase solo Eccardo, il quale collo venne trafitto da un giavellotto scagliato da Sigfrido; i nemici si accanirono quindi sul cadavere, il quale venne depredato, e la testa venne tagliata post mortem.
Gli assassini rientrarono  «felici ed incolumi»: i guerrieri nel loggiato non mossero un dito a difendere il loro signore e nessuno di loro cercò di vendicarlo successivamente. La salma venne poi visitata dall'abate del luogo Alfgero. Egli venne inizialmente sepolto nel monastero di Jena, ma le sue spoglie vennero successivamente spostate nella Chiesa di San Giorgio a Naumburg nel 1028.
Tietmaro scrive anche dei motivi dell'assassinio: Enrico potrebbe aver avuto del risentimento verso il margravio in quanto, su sua istigazione, venne frustato dall'imperatore tempo prima. Per altri, invece, per vendicare l'offesa che aveva arrecato alle due principesse imperiali a Werla. Tietmaro ha un'elevata opinione del margravio, definito «ornamento del regno, un conforto per la patria, la speranza dei sudditi e il terrore dei nemici», un grande uomo «se si fosse mantenuto nobile»; egli era così stimato dal sovrano per la sua condotta di vita che il suo feudo venne reso una sua proprietà personale. Tietmaro procede a delineare brevemente i suoi meriti, sostenendo che riuscì a sottomettere il duca di Boemia Boleslao III "il Rosso" e a blandire e farsi amico Boleslao I Chobry. Inoltre, il margravio di Turingia riuscì anche a farsi sostenere per l'ascesa al trono dai conti orientali.
Alla sua morte, Meißen si trovò al centro di una disputa. Boleslao I di Polonia, che aveva sostenuto Eccardo per il trono, avanzò pretese su Meißen per via della sua parentela di matrimonio. Enrico, ora re dei Romani, strappò a Boleslao la marca di Lusazia (che venne unita a Meißen), ma Meißen stessa passò a Gunzelin, fratello di Eccardo.

## Famiglia e figli
Eccardo aveva sposato Schwanehilde (Suanilde), figlia del duca Ermanno di Sassonia, la quale morì il 26 novembre del 1014, dopo aver dato alla luce sette eredi e dopo essere stata anche moglie e vedova di Tietmaro I, margravio del Nordmark e dal 976 al 979 margravio di Meißen e di Merseburg. Tra i figli, ebbero:
- Liutgarda, primogenita, promessa sposa a Guarniero/Werner di Walbeck; dopo che Eccardo privò a rinnegare la promessa di matrimonio, fu rapita dal promesso sposo e, con il volere di lei, si sposarono;
- Ermanno I († 1028), margravio di Meißen; sposò Regelinda, figlia di Boleslao I Chobry di Polonia;
- Eccardo II († 24 gennaio 1046), margravio di Meißen; sposò Uta, sorella del conte Esico di Ballenstedt;
- Gunther († 1025), arcivescovo di Salisburgo;
- Eilward († 1023), vescovo di Meißen;
- Matilda, che sposò Teodorico II, margravio della bassa Lusazia;
- Oda († dopo il 1018), che sposò Boleslao I Chobry di Polonia.